# Una rosa per te
...Una rosa per te (36 canzoni d'amore) è il tredicesimo album e terza raccolta del cantautore italiano Luca Carboni, pubblicato il 16 novembre 2007.

## Il disco
L'album è una raccolta a tema contenuta in un cofanetto composto da 3 CD che raccoglie 36 canzoni d'amore del lungo percorso artistico di Luca Carboni dal 1984 al 2007.
In apertura di ogni album è contenuto 1 brano inedito. I 3 inediti sono stati composti da Luca Carboni per gli Stadio e da lui mai eseguite precedentemente.

## Tracce
L'album contiene 3 inediti interpretati da Luca Carboni:
- C'è - brano scritto nel 1984 per gli Stadio, presente nell'album La faccia delle donne
- Dentro le scarpe - brano scritto nel 1984 per gli Stadio, presente nell'album La faccia delle donne
- Canzoni alla radio - brano scritto nel 1986 per gli Stadio, presente nell'album Canzoni alla radio

CD 1
| #   | Titolo                                                                             | Durata |
| --- | ---------------------------------------------------------------------------------- | ------ |
| 01. | C'è (Inedito) • Musica: Fabio Liberatori Testo: Luca Carboni                       | 3:37   |
| 02. | Una rosa per te • Musica & Testo: Luca Carboni                                     | 3:44   |
| 03. | Vieni a vivere con me • Musica: Nicola Lenzi • Testo: Luca Carboni                 | 4:34   |
| 04. | Il mio cuore fa ciock • Musica: Daniele Bruno • Testo: Mauro Bandini               | 4:57   |
| 05. | L'amore che cos'è • Musica & Testo: Luca Carboni                                   | 5:08   |
| 06. | Questa sera • Musica & Testo: Luca Carboni                                         | 3:54   |
| 07. | Faccio i conti con te • Musica: Luca Carboni, Mauro Malavasi • Testo: Luca Carboni | 4:09   |
| 08. | Farfallina • Musica & Testo: Luca Carboni                                          | 5:23   |
| 09. | Segni del tempo • Musica & Testo: Luca Carboni                                     | 4:37   |
| 10. | Le nostre parole • Musica & Testo: Luca Carboni                                    | 5:25   |
| 11. | Ma che amore incredibile • Musica & Testo: Luca Carboni                            | 4:26   |
| 12. | La mia ragazza • Musica & Testo: Luca Carboni                                      | 4:34   |

CD 2
| #   | Titolo                                                                     | Durata |
| --- | -------------------------------------------------------------------------- | ------ |
| 01. | Dentro le scarpe (Inedito) • Musica: Gaetano Curreri e Testo: Luca Carboni | 3:23   |
| 02. | Mi ami davvero • Musica & Testo: Luca Carboni                              | 4:26   |
| 03. | Colori • Musica & Testo: Luca Carboni                                      | 4:53   |
| 04. | Il tempo dell'amore • Musica & Testo: Luca Carboni                         | 4:21   |
| 05. | Chicchi di grano • Musica & Testo: Luca Carboni                            | 5:11   |
| 06. | Fragole buone buone • Musica: Gaetano Curreri • Testo: Luca Carboni        | 3:54   |
| 07. | Batte il cuore • Musica & Testo: Luca Carboni                              | 4:16   |
| 08. | I ragazzi che si amano • Musica & Testo: Luca Carboni                      | 4:51   |
| 09. | Le ragazze • Musica: Luca Carboni, Nicola Lenzi • Testo: Luca Carboni      | 4:44   |
| 10. | Amando le donne • Musica & Testo: Luca Carboni                             | 4:00   |
| 11. | Ci sei perché • Musica: Gaetano Curreri • Testo: Luca Carboni              | 4:13   |
| 12. | Le storie d'amore • Musica: Mauro Patelli • Testo: Luca Carboni            | 5:01   |

CD 3
| #   | Titolo                                                                       | Durata |
| --- | ---------------------------------------------------------------------------- | ------ |
| 01. | Canzoni alla radio (Inedito) • Musica: Gaetano Curreri e Testo: Luca Carboni | 4:20   |
| 02. | È caduta una stella • Musica & Testo: Luca Carboni                           | 3:50   |
| 03. | La nostra storia • Musica & Testo: Luca Carboni                              | 4:52   |
| 04. | Sto pensando • Musica & Testo: Luca Carboni                                  | 4:52   |
| 05. | Ninna nanna • Musica & Testo: Luca Carboni                                   | 3:46   |
| 06. | Virtuale • Musica: Luca Carboni, Mauro Malavasi • Testo: Luca Carboni        | 4:12   |
| 07. | L'amore non lo sa • Musica & Testo: Luca Carboni                             | 4:19   |
| 08. | Ci si dimentica • Musica & Testo: Luca Carboni                               | 4:28   |
| 09. | Autoritratto • Musica & Testo: Luca Carboni                                  | 3:12   |
| 10. | Estranei • Musica & Testo: Luca Carboni                                      | 5:12   |
| 11. | Caldino • Musica & Testo: Luca Carboni                                       | 3:52   |
| 12. | Chiudi gli occhi • Musica & Testo: Luca Carboni                              | 3:23   |

## Promozione
| Singolo e videoclip | Data di uscita |
| C'è                 | 2007           |
| Segni del tempo     | 2007           |